# The Mexicools
The Mexicools fue un equipo de lucha libre profesional, que había firmado junto a la empresa WWE en la marca WWE SmackDown. El equipo lo formaban tres luchadores mexicanos de los 90: Super Crazy, Psicosis y Juventud. El equipo dejó de ser oficial cuando la WWE no renovó el contrato de Juventud el 6 de enero de 2006.
La apariencia del grupo era la de un grupo de luchadores mexicanos que estaban hartos de los mexicanos explotados en los Estados Unidos. Frecuentemente hacían parodias de algunos mexicanos en sus entrevistas.

## Historia

### 2005

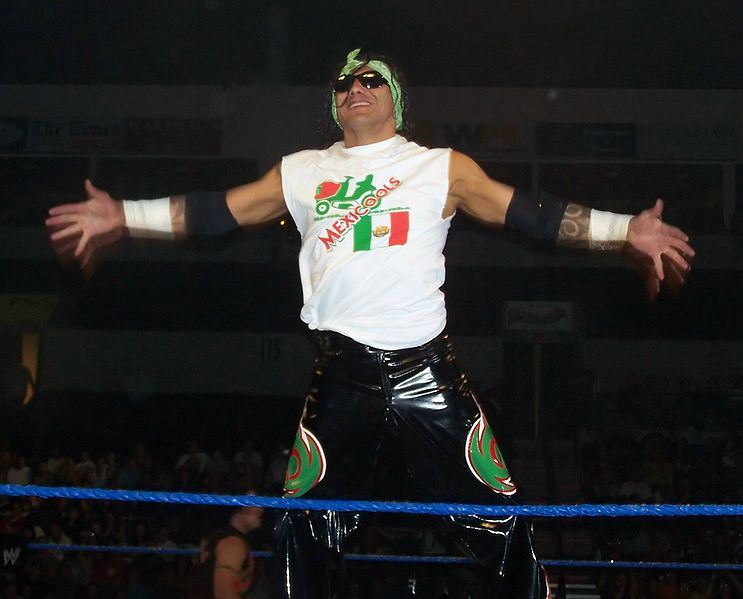
Psicosis en la WWE.

Los Mexicools hicieron su debut como heels el 23 de junio de 2005. En su primera aparición, los tres miembros se dirigieron hacia el ring en un cortacésped de la empresa John Deere con la matrícula mostrando el nombre más hispánico Juan Deere, y vistiendo un mono de lucha. Atacaron a los dos entonces heel Chavo Guerrero y Paul London durante un combate por el WWE Cruiserweight Championship.
Juventud cortó una promo cuestionando el escasez de "verdaderos luchadores mexicanos" en la cruiserweight división en la WWE, antes de ir a ridiculizar el actual estado de mexicanos en los EUA en general. Psicosis rompió el cortacésped y llegaron en una "Mexican Limo 2005" y el grupo clamó que incluso el presidente de México deja en ridículo a mexicanos en los Estados Unidos (refiriéndose al comentario controversial de Vicente Fox en el que decía que los inmigrantes mexicanos hacen los trabajos que "ni siquiera los negros quieren hacer", un mensaje racista por ambas partes). Juventud entonces indicó que ellos eran "no por mucho tiempo los que tenían que limpiar lavabos y trabajar para "ellos" (los "gringos") pero "ellos" iban a trabajar para "nosotros" (Los Mexicools)", antes de decir la frase: "no somos Mexicanos pero sí Mexicools!". En las semanas posteriores, continuaron interfiriendo en combates y ridiculizando la estereotipada imagen de mexicanos en los Estados Unidos, aún viniendo al ring cada uno con su propio cortacésped.
Tuvieron su combate de debut en el episodio del 14 de julio de WWE SmackDown, con una victoria sobre Paul London, Funaki y Scotty 2 Hotty. Ellos hicieron su PPV debut en The Great American Bash, derrotando al equipo bWo. En las semanas siguientes, interfirieron en combates metiendo a William Regal y en el segmento de Christian "Peep Show".
Los Mexicools después se enfeudaron con los heel Full Blooded Italians en Veolcity, y esto hizo al grupo cambiar a face. Juventud ganó un Cruiserweight Battle Royal que incluyó a los tres Mexicools, tras merecerse un combate por el Cruiserweight Title en WWE No Mercy 2005. Juventud ganó el combate en No Mercy y el título.
The Mexicools entonces centraron su atención en ganar los WWE Tag Team Championship. Juventud perdió el Título Crucero en un house show en Italia. Esa semana, en SmackDown! en el tributo a Eddie Guerrero los tres Mexicools participaron en un battle royal interpromocional, el cual Juventud ganó. En el episodio del 25 de noviembre de SmackDown!, Juventud derrotó a Nunzio para convertirse en el campeón crucero por segunda vez. El 2 de diciembre en SmackDown!, Psicosis y Super Crazy ganaron una oportunidad para ser los aspirantes número 1 para enfrentarse a los campeones por parejas a MNM en Armageddon 2005. Este se convirtió en un tag team match normal después de que MNM perdieran los WWE Tag Team Championship en el pasado episodio de SmackDown! antes de Armageddon contra Rey Mysterio y Batista. En Armageddon Juventud perdió su Título Crucero contra Kid Kash, y MNM derrotaron a Super Crazy y Psicosis con ayuda de Melina.

### 2006
Debido a problemas reiteradas veces en el vestuario, Juventud fue despedido de la WWE el 6 de enero del 2006, dejando a Super Crazy y a Psicosis como únicos miembros del equipo, pero hicieron un último combate contra Kid Kash. Durante este combate Juventud usó muchos movimientos aéreos que la WWE tenía prohibidos por frecuencia de lesión, como un 450 splash. El combate acabó mucho después del tiempo determinado.
El 3 de febrero del 2006, Super Crazy y Psicosis se unieron de nuevo y vencieron a MNM en un combate por el título. Ellos aparecieron para conseguir retener el título, pero sus sueños de victoria se esfumaron cuando Melina golpeó a Super Crazy con su bota y después le hizo un moonsault. MNM capitalized and retained.
Después de la marcha de Juventud de la WWE, Psicosis y Super Crazy poco a poco se fueron separando como equipo. Crazy tuvo bastante éxito en sus combates individuales, ganando la mayoría de ellos, incluyendo la triple threat siendo el aspirante n.º 1 para el Campeonato de los Pesos Crucero contra Nunzio y Kid Kash. Psicosis suspendió sus apariciones en la televisión algunas semanas. Seguidamente Super Crazy perdió frente a Gregory Helms su título en Judgment Day 2006, cuando él y Psicosis volvieron.

### Separación
El indicio de una separación apareció a mediados de 2006 al mismo tiempo que la actualización de ECW brand. Durante un tag team match en Velocity los Mexicools retaron los flamantes tag champions Paul London & Brian Kendrick. De todas formas, ambos equipos se respetaron mutuamente durante el combate, Psicosis usó las cuerdas para aplicar un pinfall ilegal para ganar el combate. Esto dejó a Super Crazy cuestionándose las acciones de Psicosis. Después, durante un broadcast de SmackDown!, Psicosis dejó a Crazy ser atacado por The Great Khali después del combate, salvando su propio pellejo y dejando a su compañero apañárselas él solo. Psicosis más tarde abandonó a Crazy durante un handicap match contra Khali. El 23 de junio, en una edición de WWE SmackDown, Super Crazy y Psicosis se metieron en un fist-fight después de varias incomunicaciones en el combate, marcando la separación del equipo. Los dos todavía fueron juzgados como miembros de la facción en las siguientes semanas, aunque todavía ellos estaban interfiriendo en cualquier combate, hasta que tuvieron un combate en un episodio de SmackDown! el cual fue ganado por Super Crazy.

## En lucha
- Movimientos finales
  - Combinación de simultáneos diving leg drop de Psicosis y standing moonsault de Super Crazy[1]

- Movimientos de firma
  - Triple baseball slide a un oponente arrodillado
  - Aided (Psicosis) sitout wheelbarrow facebuster (Super Crazy)[1]
  - Catching hip toss backbreaker
  - Double stepover leg whip slam[1]

## Campeonatos y logros
- WWE
  - WWE Cruiserweight Championship (2 veces) - Juventud[31][32]